# Chettithangal
Chettithangal é uma vila no distrito de Vellore , no estado indiano de Tamil Nadu.

## Demografia
Segundo o censo de 2001,  Chettithangal  tinha uma população de 6029 habitantes. Os indivíduos do sexo masculino constituem 50% da população e os do sexo feminino 50%. Chettithangal tem uma taxa de literacia de 70%, superior à média nacional de 59.5%; with male literacy of 79% and female literacy of 60%. 10% da população está abaixo dos 6 anos de idade.